# ۴۶۲ (قمری)
۴۶۲ (قمری)، چهارصد و شصت و دومین سال در گاهشماری هجری قمری است. اول محرم این سال برابر با بیست و ششم اکتبر سال ۱۰۶۹ میلادی است.